# Petitio Principii
Eine Petitio Principii (aus lat. petitio principii, für „Inanspruchnahme des Beweisgrundes“), auch Zirkelbeweis (circulus in demonstrando oder circulus in probando), englisch begging the question, ist eine argumentative Figur, bei der eine Behauptung durch Aussagen begründet wird, welche die zu beweisende Behauptung schon als wahr voraussetzen. Dies kann zum einen explizit geschehen, wenn die Behauptung als Schlusssatz oder Konklusion eines Arguments vorliegt, in dem sie selbst als Prämisse vorkommt, zum anderen implizit, indem die Konklusion kein expliziter Bestandteil des Arguments ist, sondern stillschweigend angenommen wird.
Eine petitio principii kann ein logisch gültiger Schluss sein: Aus jeder beliebigen Aussage folgt fraglos diese selbst. Bei diesem Spezialfall eines unmittelbaren Zirkelschlusses liegt formal betrachtet kein Fehlschluss vor, die Ableitung ist korrekt, aber es handelt sich nicht um einen Beweis in klassisch-aristotelischem Sinn: Wenn die Prämissen des Beweises von der Konklusion nicht verschieden sind, ist der Satz vom zureichenden Grund verletzt. In der modernen nicht-formalen Logik wird Petitio principii hingegen häufig als alltägliche Argumentationsfigur anerkannt. Die Figur idem per idem ist ebenfalls ein Spezialfall der petitio bzw. eine logische Figur, die für eine petitio verwendet werden kann.

## Arten der petitio principii
Eine petitio principii kann auf verschiedene Weisen konstruiert werden. Eine Prämisse taugt nicht zur Unterstützung der Konklusion, wenn sie lediglich
1. eine andere Formulierung der Konklusion ist:
„Schwarzfahren ist unsozial, weil es auf Kosten der zahlenden Fahrgäste geschieht.“
2. eine Generalisierung der Konklusion ist:
„Kopfschmerztabletten haben unerwünschte Nebenwirkungen, denn alle Medikamente haben unerwünschte Nebenwirkungen.“
3. aus der Luft gegriffen ist, bloß um die Konklusion zu beweisen:
„Ich nehme immer am Karneval teil, weil ich Traditionen bewahre.“

## Historisches
Die petitio wurde bereits von Aristoteles im Organon als Fehlschluss beschrieben. In dem von Gottlob Benjamin Jäsche erstellten Handbuch zur Logik-Vorlesung von Immanuel Kant wird sie in § 92 gemeinsam mit dem Zirkelschluss (circulus in probando) behandelt. (Immanuel Kant: AA IX, 135)

## Beispiele
- „Mein Bruder mag keinen Spinat, und das ist ein Glück für meinen Bruder, denn falls er welchen mögen würde, äße er davon, und er kann ihn nicht ausstehen.“[5] – Hier ist die Behauptung, dass es ein Glück für den Bruder ist, keinen Spinat zu mögen, durch eine petitio begründet.
- Ich sage immer die Wahrheit, denn
  - Wahrheit ist Übereinstimmung der Rede mit der Wirklichkeit.
  - Wer die Unwahrheit sagt, redet nicht über die Wirklichkeit, also über nichts.
  - Wer von Etwas redet, redet nicht über Nichts, sagt also die Wahrheit.
- „Wieso stimmen Vorstellungen in unserem Geiste mit Gegenständen der Erfahrung überein, obwohl sie nicht von den Erfahrungen selbst geschaffen werden? – Dies mit den Grundsätzen einer Erkenntnistheorie zu begründen, hieße intellektuelle Vorstellungen durch intellektuelle Vorstellungen zu beweisen“[6]